# 헬레니즘 제국
알렉산드로스 제국(그리스어: Αλέξανδρος Αυτοκρατορία) 또는 헬레니즘 제국, 마케도니아 제국은 마케도니아의 왕인 알렉산드로스 대왕이 발전시킨 대제국을 말한다. 영토는 발칸반도 일부에서 북인도 지역까지 이르렀다.

## 배경
카이로네이아 전투는 보이오티아의 카이로네이아 근교에서 벌어졌다. 이 전투에서 마케도니아 왕국의 필리포스 2세가 이끄는 마케도니아군이 아테나이-테바이 연합군을 상대로 싸워 압도적인 승리를 거두었다. 이 전투로  아테나이-테바이 연합군을 물리쳐 그리스에서 마케도니아의 주도권을 잡는 데 결정적인 계기가 되었다. 또한, 이후에 알렉산드로스 대왕의 대정벌이 시작되었다. 그리고 마케도니아 왕국이 발칸반도를 지배, 아케메네스 왕조를 정복, 인도를 침공하였다. 

## 헬레니즘 세계
헬레니즘의 영향은 마케도니아 왕국부터 키프로스, 소아시아, 아프리카, 이탈리아, 인도 등 점점 세계 등지로 퍼져나가기 시작했다.

## 영토
영토는 마케도니아 왕국 본토에서 인도에 이르렀는데 알렉산드로스 대왕이 죽고, 마케도니아 왕국은 여러 영토로 갈라졌다.

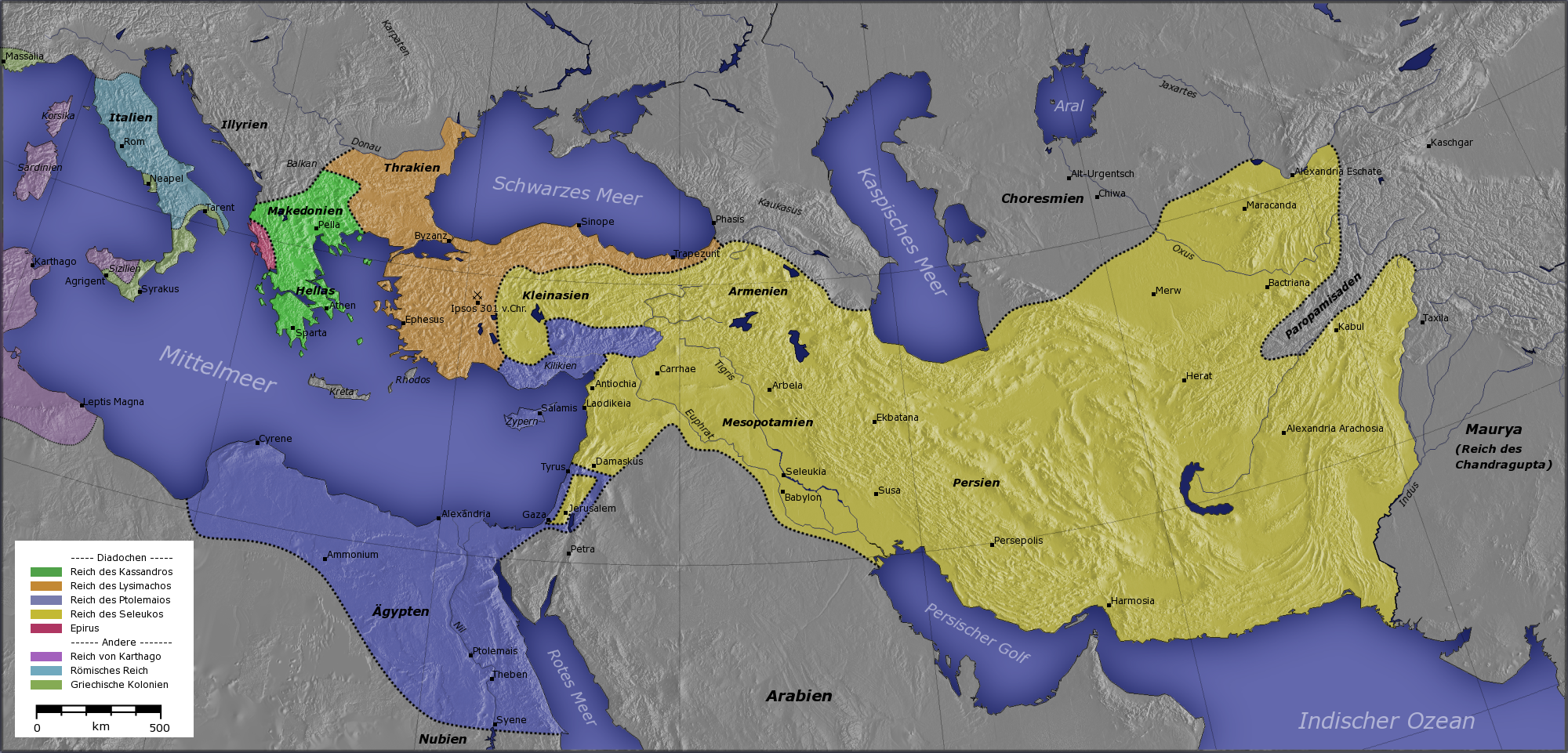
주요 헬레니즘 왕국: 프톨레마이오스 왕국(파랑), 셀레우코스 왕국(노랑), 마케도니아(녹색), 에페이로스(분홍). 주황색 지역은 기원전 281년 이후 종종 분쟁지역이었다. 페르가몬 왕국도 이 지역에 있었다.

## 이후
이후 헬레니즘 제국은 로마 제국이 마케도니아 왕국 본토를 침입하면서 멸망한다. 또한, 마케도니아 왕국에 마케도니아 속주를 두었다.